# チャカ・カーン
チャカ・カーン（Chaka Khan、本名：Yvette Marie Stevens、1953年3月23日 - ）は、アメリカ合衆国イリノイ州出身の女性R&B歌手。「Chaka」はアフリカの言語で「炎」「赤い」を意味する。日本では「チャカ」で定着しているが、英語圏では「シャカ」と発音する。「Khan」は最初の夫の姓。

## 概要
ジャズに影響を受けたソウルフルな歌唱で、1970年代から1980年代に精力的に活動した。ヴェスタ・ウィリアムズ、ホイットニー・ヒューストン、メアリー・J.ブライジなど、多くの女性歌手に影響を与えた。アレサ・フランクリンとの違いは、アレサがゴスペル・ルーツのソウルであるのに対して、チャカはジャズ的な歌唱法である点である。
実弟にシンガー・ベーシストのマーク・スティーブンス（Mark Stevens）、実妹に、シンガーのタカ・ブーンがいる。娘のインディラ・カーン（Indira Khan）もシンガー。

## 略歴
1973年、ファンクバンド、ルーファスのボーカルとしてデビュー。翌年、スティーヴィー・ワンダーが提供した「テル・ミー・サムシング・グッド」がヒットした。
1978年、プロデューサーであるアリフ・マーディンの元でソロ・デビュー。デビュー曲「アイム・エヴリ・ウーマン」は後にホイットニー・ヒューストンがカバーした楽曲としても知られている。1982年にはルーファスが解散してソロに専念する。解散ライブ・アルバムにボーナストラックとして収録された新曲「Ain't Nobody」がヒットし代表曲の一つになった。また、ジャズ・アルバムも発表している。
1984年にプリンスのカバー「アイ・フィール・フォー・ユー」が大ヒットした（全英1位・全米3位）。メリー・メルを起用したヒップホップの先駆けとなる先進的なサウンドで、同年のデイヴィッド・フォスター作のバラード「Through the Fire」と共にヒットした。R&Bだけでなく、ジャズ歌手としても高く評価されている。1980年代末にはマイルス・デイヴィスと度々共演した。
1980年代後半以降はやや不振だったが、1989年発表のクインシー・ジョーンズ・プロデュースによるレイ・チャールズとのデュエット曲「I'll Be Good to You」がR&Bチャート1位のヒットとなった。
1992年のアルバム『ウーマン・アイ・アム』はグラミー賞・最優秀女性ソロR&Bアルバム賞を獲得した。この頃はドイツに在住していたことがあり、一部の楽曲では現地のプロデューサーを起用している。
1995年発売予定だったアルバム『Dare You to Love Me』が発売中止になるなどの経緯を経て、1996年のベスト・アルバムを最後にメジャー・レコードとの契約を解消。1998年には彼女と同じようにワーナーと袂を分かったプリンスのインディーズ・レーベル「NPG」からアルバム『カム・2・マイ・ハウス』をリリースした。
2002年、映画『永遠のモータウン』に提供したマーヴィン・ゲイのカバー「ホワッツ・ゴーイン・オン」がグラミー賞を受賞。2004年にはイギリスのサンクチュアリ・レコードよりジャズ・スタンダード集『クラシカーン』をリリース。
2006年、ソニーBMG傘下の新レーベルBurgundy Recordsと契約した。2007年9月（日本盤は10月）に同レーベルから新アルバム『ファンク・ディス』を発売。ビルボード総合アルバム・チャート初登場15位（R&Bチャート5位）と自身最高の初登場順位を記録し、約10年ぶりにシーンの第一線に返り咲いた。メアリー・J.ブライジをフィーチャーした「Disrespectful」がクラブプレイ・チャートで1位を獲得した。第50回グラミー賞では『ファンク・ディス』が最優秀R&Bアルバム、「Disrespectful」が最優秀R&Bグループに輝き通算10回目の受賞となった。
若い頃と変わらない声量やハイトーンボイスを保ち、リリースは少ないが、多数のアーティストの作品に客演したり、精力的なライブ活動を続けた。2010年代には、ファットバックの曲をバックトラックに使用した楽曲も発表している。

## 人物
ルーファスのシンガーとして、デビューする以前、16歳でブラックパンサー党に入党し、同党の新聞を売ったり、貧しい地域に住む黒人の子供たちに朝食を配ったりしていたことがある。

## ディスコグラフィ

### ソロ・アルバム
- 『恋するチャカ』 - Chaka (1978年)
- 『ノーティ』 - Naughty (1980年)
- 『恋のハプニング』 - What 'cha Gonna Do for Me (1981年)
- 『ビバップを歌う女』 - Chaka Khan (1983年)
- 『フィール・フォー・ユー』 - I Feel for You (1984年)
- 『デスティニー』 - Destiny (1986年)
- 『C.K.』 - c.k. (1988年)
- 『人生はダンス〜スーパー・ダンス・リミックス集』 - The Remix Project (1989年) ※リミックス・アルバム
- 『ウーマン・アイ・アム』 - The Woman I Am (1992年)
- 『チャカ・カーン・ベスト!〜エピファニー』 - Epiphany (1996年) ※新曲多数を含むベスト・アルバム
- 『カム・2・マイ・ハウス』 - Come 2 My House (1998年)
- I'm Every Woman The Best of Chaka Khan (1999年) ※ベスト・アルバム
- 『クラシカーン』 - Classikhan (2004年)
- Platinum Collection (2006年) ※ベスト・アルバム
- 『ファンク・ディス』 - Funk This (2007年)
- All the Hits Live (2008年) ※ライブ・アルバム
- 『ハロー・ハピネス』 - Hello Happiness (2019年)
- Homecoming(Live) (2020年) ※ライブ・アルバム
- 『ジャパニーズ・シングル・コレクション-グレイテスト・ヒッツ-』(2021年) - Japanese Singles Collection -Greatest Hits-  ※日本限定ベスト・アルバム

### ルーファス・フィーチャリング・チャカ・カーン
- 『ルーファス』 - Rufus (1973年)
- 『ラグズ・トゥ・ルーファス』 - Rags to Rufus (1974年)
- 『ルーファサイズド』 - Rufusized (1974年)
- 『ルーファス・フィーチャリング・チャカ・カーン』 - Rufus featuring Chaka Khan (1975年)
- 『アスク・ルーファス』 - Ask Rufus (1977年)
- 『ストリート・プレイヤー』 - Street Player (1978年)
- 『マスタージャム』 - Masterjam (1979年)
- 『カムフラージュ』 - Camouflage (1981年)
- 『ライヴ/サヴォイでストンプ!』 - Stompin' at the Saboy (1982年) ※ライブ・アルバム
- Best of Rufus (1982年) ※ベスト・アルバム

### 参加アルバム
- 『あの頃のジャズ』 - Echoes of an Era (1982年) ※フレディ・ハバード/ジョー・ヘンダーソン/チック・コリア/スタンリー・クラーク/レニー・ホワイトとの特別ユニットによるジャズ・アルバム
- 『One voice THE SONGS OF CHAGE&ASKA』 (1996年) ※CHAGE and ASKAのトリビュートアルバム。「Raspberry（野いちごがゆれるように）」のカバーで参加

### デュエット
- 『Feels Like Heaven』 - with ピーター・セテラ（2008年

## 日本公演
- 1976年

6月29日,30日 中野サンプラザ
- 1984年

5月1日,2日 中野サンプラザ、3日 大阪厚生年金会館、4日 愛知県勤労会館
- 1996年

5月6日 東京厚生年金会館、7日 大阪厚生年金会館、9日 名古屋国際会議場センチュリーホール、10日 浜松市教育文化会館、11日 高山市民文化会館、13日 金沢市観光会館、15日 岡山シンフォニーホール、16日 広島厚生年金会館、17日 徳島市文化センター、 18日 九州厚生年金会館